# Strmaševo
Strmaševo (makedonsky: Стрмашево) je zaniklá vesnice v Severní Makedonii. Nachází se v opštině Demir Kapija ve Vardarském regionu.
Vesnice zanikla již v první polovině 20. století, kdy se obyvatelstvo postupně vystěhovalo do jiných měst a vesnic.